# Divisione No. 2 (Alberta)
La Divisione No. 2 è una divisione censuaria dell'Alberta, Canada di 74 550 abitanti, che ha come capoluogo Lethbridge.

## Comunità
- Città
  - Lethbridge
  - Brooks

- Paesi
  - Bassano
  - Coaldale
  - Coalhurst
  - Milk River
  - Picture Butte
  - Raymond
  - Taber
  - Vauxhall

- Villaggi
  - Barnwell
  - Barons
  - Coutts
  - Duchess
  - Nobleford
  - Rosemary
  - Stirling
  - Tilley
  - Warner

- Frazioni
  - Diamond City
  - Gem
  - Grassy Lake (dissolto come villaggio)
  - Iron Springs
  - Monarch
  - New Dayton
  - Patricia
  - Rainier
  - Retlaw
  - Rolling Hills
  - Scandia
  - Turin
  - Welling
  - Wrentham

- Distretti Municipali
  - Taber

- Municipalità di contea
  - Newell County
  - Warner County